# 密花紫云菜
密花紫云菜（学名：Strobilanthes densa）为爵床科紫云菜属的植物。分布于中国大陆的云南等地，生长于海拔600米至640米的地区，目前尚未由人工引种栽培。